# Jonathan Esteban Cruz Sánchez
Jonathan Esteban Cruz Sánchez (5 de septiembre de 1990) es un jugador de ajedrez peruano, Maestro Internacional desde 2010, hijo del también Maestro Internacional, Filemón Cruz Lima y hermano del Gran Maestro Cristhian Cruz Sánchez.
En el lista Elo de la Federación Internacional de Ajedrez (FIDE) de octubre de 2015, tenía un Elo de 2447 puntos, lo que le convertía en el jugador número 8 (en activo) de Perú. Su máximo Elo fue de 2473 puntos en la lista de octubre de 2013.

## Resultados destacados en competición
En junio del 2014 fue tercero en el Abierto de Santa Coloma de Queralt (el vencedor fue José Ángel Guerra). El mismo año ganó el Abierto Internacional del Alto Ampurdán con 7½ puntos de 9, medio punto por delante de Víctor Lillo. En junio de 2015 repitió el tercer puesto en Santa Coloma de Queralt (el vencedor fue Rolando Alarcón) y fue subcampeón en el Abierto Internacional de Ajedrez Ciudad de Rubí con 7½ puntos de 9, los mimos que Miguel Muñoz pero con mejor desempate.
En mayo de 2016 fue campeón del Abierto Internacional de Ajedrez Villa de Canovellas con 7½ puntos de 9, los mismos que su padre, Filemón Cruz, pero con mejor desempate. Un mes después fue tercero del Memorial Josep Lorente, con 7½ puntos de 9 partidas, con peor desempate que Fernando Peralta que tenía los mismos puntos (el vencedor fue Miguel Muñoz).